# Ricardo Guerra Tejada

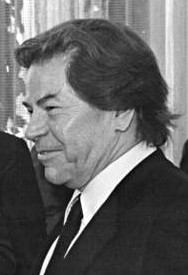
Ricardo Guerra Tejada (1981)

Ricardo Guerra Tejada (* 10. Februar 1927 in Mexiko-Stadt; † 30. Mai 2007 ebenda) war ein mexikanischer Philosoph und Botschafter.

## Leben
1953 erhielt er einen Lehrstuhl mit der Crítica a las teorías de lo mexicano.
1956 wurde er an der Universität von Paris zum Doktor promoviert.
An der Albert-Ludwigs-Universität Freiburg besuchte er Seminare bei Martin Heidegger.
Von 1970 bis 1978 war Ricardo Guerra Tejada Direktor des Fachbereich Geisteswissenschaften der Universidad Nacional Autónoma de México.
Von Juli 1978 bis Februar 1983 vertrat er sein Land als Botschafter in der DDR. Am 7. Juli 1978 wurde er vom Vorsitzenden des Staatsrates der DDR, Erich Honecker, zur Entgegennahme des Beglaubigungsschreibens empfangen. Anlässlich der Beendigung seiner Tätigkeit in der DDR verlieh ihm Erich Honecker am 24. Februar 1983 den Orden „Stern der Völkerfreundschaft“ in Gold.

## Weblink
| Vorgänger              | Amt                                            | Nachfolger               |
| ---------------------- | ---------------------------------------------- | ------------------------ |
| Guillermo Corona Muñoz | Mexikanischer Botschafter in der DDR 1978–1983 | Rogelio Martínez Aguilar |